# Knipolegus
A Knipolegus a madarak (Aves) osztályának verébalakúak (Passeriformes) rendjébe és a királygébicsfélék (Tyrannidae) családjába tartozó nem.

## Rendszerezésük
A nemet Friedrich Boie német ornitológus és ügyvéd írta le 1826-ban, az alábbi fajok tartoznak ide:
- Knipolegus cyanirostris
- Knipolegus cabanisi[1] vagy 	Knipolegus signatus cabanisi[2]
- Knipolegus signatus
- Knipolegus heterogyna[1] vagy Knipolegus aterrimus heterogyna[2]
- Knipolegus striaticeps
- Knipolegus aterrimus
- Knipolegus hudsoni
- Knipolegus poecilurus
- Knipolegus poecilocercus
- Knipolegus orenocensis
- Knipolegus lophotes
- Knipolegus franciscanus[1] vagy Knipolegus aterrimus franciscanus[2]
- Knipolegus nigerrimus

## Előfordulásuk
Dél-Amerika területén honosak. Természetes élőhelyeik a mérsékelt övi erdők és cserjések, szubtrópusi és trópusi esőerdők, mocsári erdők és cserjések, valamint emberi környezet.

## Megjelenésük
Testhosszuk 14-21 centiméter körüli.